# Eleonora Stetschynska

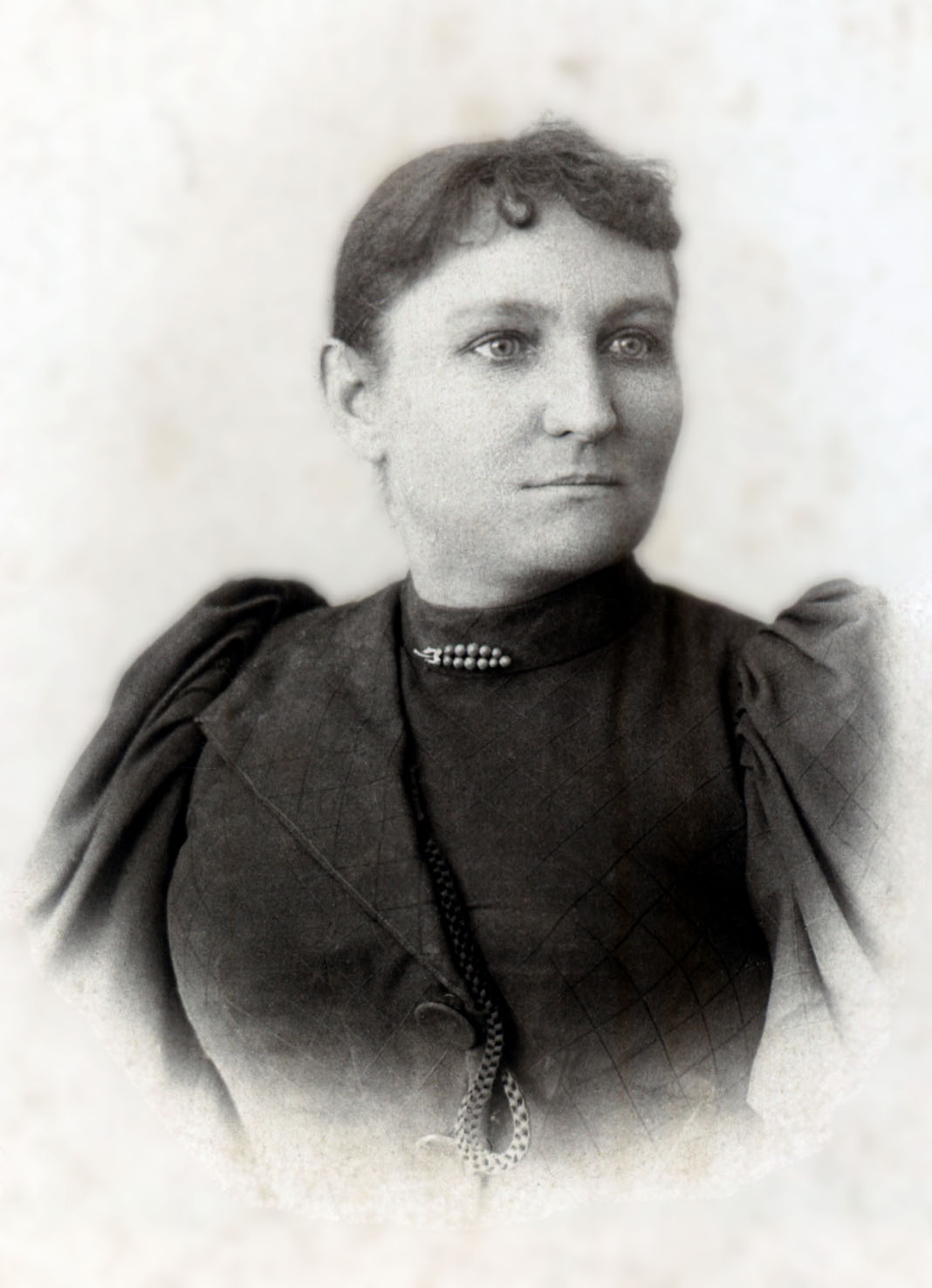
Eleonora Stetschynska (1895)

Eleonora Stetschynska (ukrainisch Елеонора Стечинська, * 18. August 1852 in Cluj-Napoca, Großfürstentum Siebenbürgen; † 13. November 1924 in Lwiw, Zweite Polnische Republik) war eine ukrainische Schauspielerin.

## Biografie
Von 1879 bis 1917 arbeitete sie am Theater der Ruthenischen Konversationsgesellschaft in Lwiw. Von 1896 bis 1897 war sie Teil einer Schauspielgruppe, die in der Dnepr-Ukraine tätig war.
Zu ihren Rollen gehörten unter anderen Stecha in Nasar Stodolja von Taras Schewtschenko, Jawdocha in Bestalanna von Iwan Karpenko-Karyj, Die alte Frau von der Straße in Kleinbürger und Joel in Uriel Acosta von Karl Gutzkow.